# Guus Kessler
Jean Baptiste August „Guus“ Kessler Jr., auch J. B. A. Kessler (* 16. Juni 1888 in Den Haag; † 5. November 1972 ebenda) war ein niederländischer Industrieller, Manager und Tennisspieler.

## Leben und Tätigkeit
Kessler war das zweite von sechs Kindern des Managers Jean Baptiste August Kessler senior, des ersten Direktors der Koninklijke Nederlandse Petroleum Maatschappij (Royal Dutch Petroleum Company), der heutigen Royal Dutch Shell Corporation.
In seiner Jugend war Kessler ein erfolgreicher Tennisspieler. 1906 nahm er an den Olympischen Zwischenspielen in Athen teil. Dort spielte er einzig in der Einzelkonkurrenz. Kurioserweise bekam er drei Freilos zu Beginn des Turniers, sodass er kampflos ins Halbfinale einzog. Dort bekam er die „Brille“ und verlor gegen den späteren Olympiasieger Max Décugis 0:6, 0:6. Wegen einer besonderen Regel bekam er als unterlegener Halbfinalist jedoch nicht die Bronzemedaille zuerkannt. Weitere Tennisresultate sind nicht bekannt.
Kessler studierte Ingenieurwissenschaften an der Universität Delft und übernahm anschließend Manageraufgaben in der Royal Dutch Shell Corporation, die nach dem frühen Tod seines Vaters von Henri Deterding geleitet wurde, unter dem sie zunächst arbeiteten und mit dem er und sein Bruder Dolf Kessler nicht gut klarkamen. Dolf verließ die Firma später und gründete Koninklijke Hoogovens, einen Stahlkonzern.
1923 erreichte Kessler den Rang eines Direktors. Bis zu dessen Abschied in den Ruhestand 1936 galt er dabei als rechte Hand des Shell-Firmenchefs Deterding. Unter anderem trat Kessler durch seine Bemühungen in den frühen 1930er Jahren, die wichtigsten Firmen der petroleumproduzierenden Industrie in einem einzigen Trust zusammenzufassen – die allerdings an dem Aufkommen von kohlebasiertem synthetischen Benzin, scheiterten – hervor. Im Laufe der Zeit wurde er zudem Direktor in zahlreichen Unterfirmen der Shell-Gruppe (Royal Dutch Petroleum Co., Bataafsche Petroleum Mij., Anglo-Saxon Petroleum Co., Shell Petroleum Co.).
Von 1947 bis 1949 bekleidete Kessler schließlich die Position des Generaldirektors von Shell. 1949 ging er in den Ruhestand, hatte aber weiterhin (bis 1961) das Amt eines president commissioner der Firma inne.

## Familie
Kessler war seit dem 11. Juli 1911 verheiratet mit Anna Francoise „Ans“ Kessler-Soop (1889–1983), mit der er fünf Töchter und einen Sohn hatte.
In zweiter Ehe heiratete er 1948 Thalia „Lia“ de Kempenaer (1917–2000).